# Фульда, Роберт Фердинандович
Ро́берт Фердина́ндович Фу́льда (в некоторых источниках с русифицированным именем Роман Фёдорович; 6 [18] апреля 1873, Москва — 16 февраля 1944, Лозанна) — российский спортивный деятель. Купец первой гильдии.

## Биография

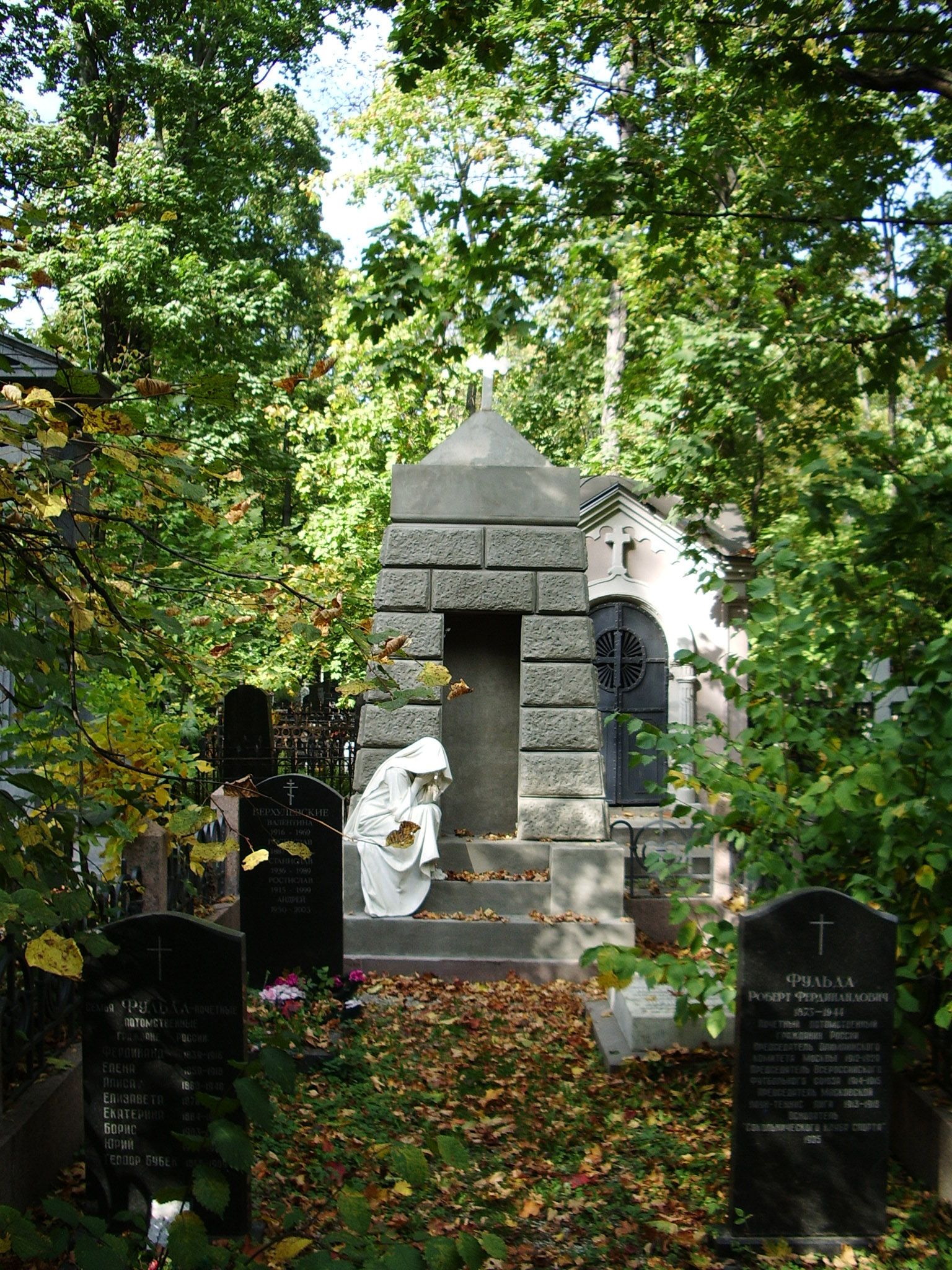
Семейное захоронение Фульдов на Введенском кладбище

По происхождению немец, сын Фердинанда Фульды, основателя фирмы химических и москательных товаров.
Окончил юридический факультет Московского университета.
В 1896 году основал в Москве комиссию по устройству подвижных игр. В 1904 году впервые перевёл футбольные правила на русский язык и издал их, что прибавило популярности этой игре.
В 1905 году выступил организатором Сокольнического клуба спорта, в составе которого возникли второй в Москве теннисный клуб и первая в Москве официальная (с утвержденным уставом) футбольная команда. В 1910 году пожертвовал МФЛ кубок для команды-чемпиона Москвы (вручался до осени 1922 года). Поэтому победителя чемпионата Москвы по футболу называли также «обладателем Кубка Фульды».
В 1912 году был одним из инициаторов создания Всероссийского футбольного союза, в 1914—1915 годах его председатель. В 1907 году учредил кубок своего имени по теннису. Кубок разыгрывался до 1913 года как чемпионат Москвы в одиночном разряде среди мужчин. Московская федерация тенниса проводит ежегодный турнир памяти Роберта Фульды.
Также был президентом Спортивного клуба Императорского Московского воздухоплавательного общества, которое в 1913 году чествовали французских воздухоплавателей Румпельмайера и Марию Гольдшмидт, пролетевшим более 2400 км на воздушном шаре из Парижа.
В апреле 1922 года эмигрировал: вначале в Германию, затем — в Швейцарию. Учредил в Давосе соревнования на Кубок Фульды по кёрлингу (1937), Кубок разыгрывался до середины 1990-х годов. В Берлине, вместе с женой Алисой пользовался уважением русскоязычной общины за стремление всячески помогать русским эмигрантам. В эмиграции возобновил некоторые из своих старых увлечений, одним из которых был эсперанто, на котором он не только бегло говорил, но и прекрасно писал.
Один из его сыновей, Борис, был арестован нацистами во время Второй мировой войны и пять лет находился в концентрационном лагере Дахау.
Умер 16 февраля 1944 года в Лозанне. Много лет спустя[когда?] урна с прахом Фульды была доставлена из Лозанны в Москву его внуком и захоронена на 13-м участке Введенского кладбища.

Могила Р.Ф.Фульда на Введенское кладбище